# Поливаново (городской округ Подольск)
Поливаново — посёлок в Городском округе Подольск Московской области России.
До 2015 года входил в состав сельского поселения Дубровицкое Подольского района; до середины 2000-х — в Дубровицкий сельский округ.

## Население
Согласно Всероссийской переписи, в 2002 году в посёлке проживало 391 человек (177 мужчин и 214 женщин). По данным на 2005 год в посёлке проживало 483 человека.

## География

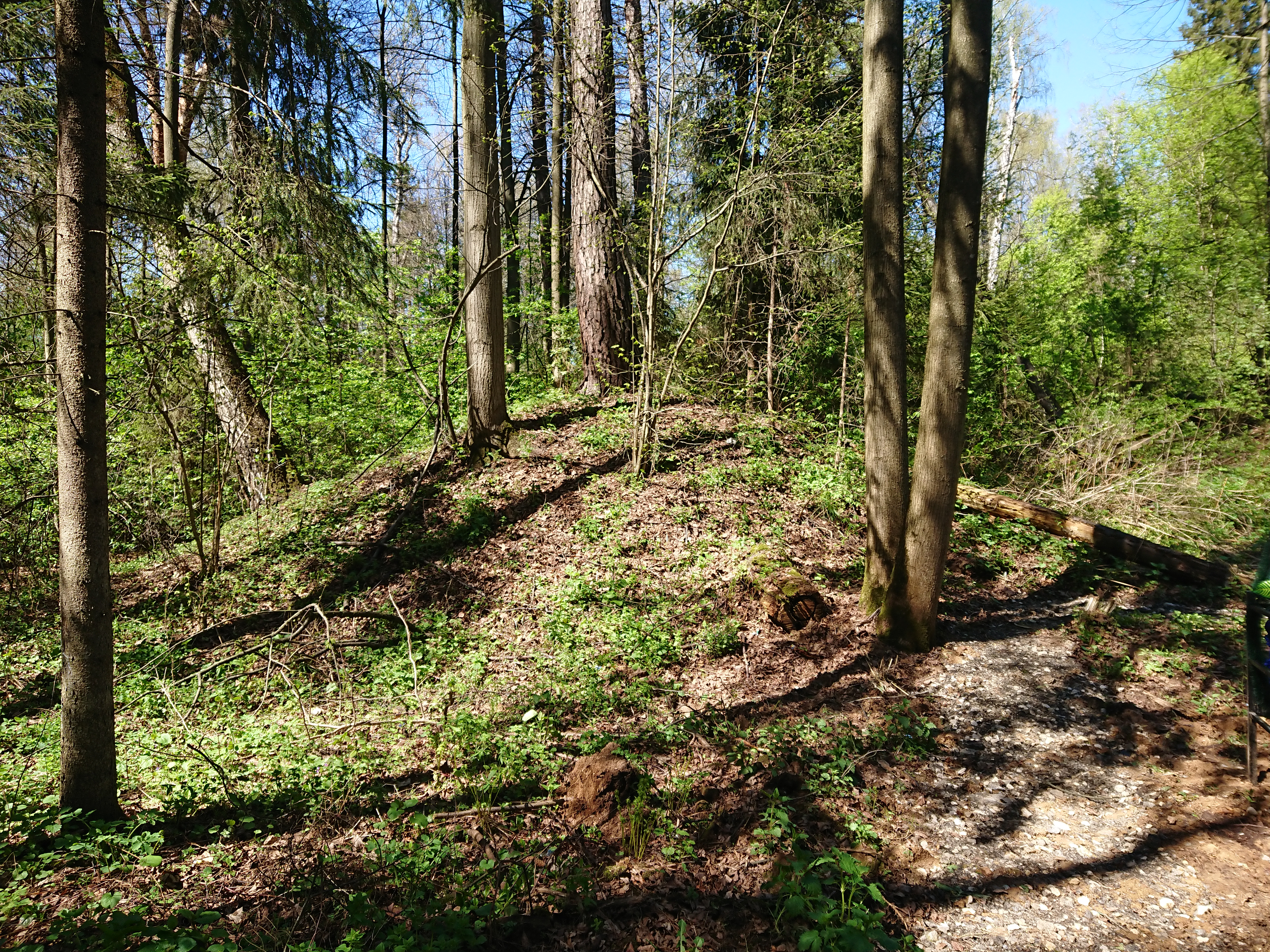
Курган в Поливаново

Посёлок Поливаново расположен на левом берегу Пахры примерно в 10 км к западу от центра города Подольска. Ближайшие населённые пункты — деревня Власьево и посёлок санатория «Родина».

### Улицы
В посёлке Поливаново расположены следующие улицы и территории:
| - Алексеевская улица - Благовещенская улица - Богородская улица - Грибная улица - Давыдова улица | - Дачная улица - Лесная улица - Никольская улица - Парковая улица - Территория СНТ Росинка | - Центральная улица - Территория СН ТСН Надежда - Улица Нестеровых - Степная улица - Цветочная улица |

## История
Первые поселения в районе Поливаново датированы XII веком. В дальнейшем село принадлежало представителям дворянского рода Поливановых. При них в 1631 году в Поливаново была построена деревянная Благовещенская церковь.
В середине 1630-х село стало собственностью бояр Салтыковых. При Петре Михайловиче Салтыкове 1660-х годах на месте деревянной была построена каменная церковь.
В 1757 году имение Салтыковых приобрёл графу Алексей Григорьевич Разумовский. При Разумовских усадьба была реконструирована. В 1778 году было принято решение разобрать старую церковь, и на новом месте построить новую. В 1789 году церковь освятили.
Позднее село стало собственностью графа Андрея Ивановича Гудовича, там же близ церкви он и был похоронен.
С 1850 по 1863 годы Поливаново принадлежало надворной советнице Э. И. Дохтуровой. В 1863 году она продала усадьбу жене губернского секретаря Юлии Сергеевне Давыдовой.
В 1871 году в здание церковной богадельни открылась учительская семинария. Настоятелем семинарской церкви и преподавателем семинарии был протоиерей Валентин Амфитеатров. Преподавателем словесности был священник Григорий Дьяченко. Семинария просуществовала до 1922 года.

## Достопримечательности
- Усадьба Разумовских-Гудовичей

В посёлке расположена усадьба Поливаново, построенная в 1780-х гг. по велению графа К. Г. Разумовского. Там располагался филиал Московской психиатрической больницы им. Н. А. Алексеева. Усадьба Поливаново является памятником архитектуры федерального значения.
- Между церковью и парком находится «Сквер памяти двух войн» (Отечественной войны 1812 года[6] и Великой Отечественной войны 1941—1945 годов[7])

- Церковь Благовещения Пресвятой Богородицы (Поливаново)